# 本吉良吉
本吉 良吉（もとよし りょうきち、1945年月日 - ）は、日本の社会活動家・元ベトナム反戦運動活動家。通訳。行政書士。日本ベトナム友好協会理事長。

## 略歴
1945年千葉県生まれ。神奈川大学卒。1960年代にはベトナム反戦運動の活動家であった。その後、日本とベトナムの友好親善交流活動、日本ベトナム友好協会神奈川県支部設立に参加し、ベトナム研修生の未払賃金請求裁判の法廷通訳、医療通訳スタッフ（かながわ医療通訳派遣システム自治体推進協議会、ＭＩＣ）、東京都外国人結核患者に対する治療・服薬支援員、横浜市国際交流協会、行政専門通訳、神奈川県横浜市南区で行政書士事務所を経営、日本ベトナム友好協会理事長として様々なベトナムをテーマとした催しに出席し、ベトナムの広報、日本企業のベトナム進出セミナー通訳など友好活動を続ける。2015年には神奈川県・横浜市・駐日ベトナム社会主義共和国大使館等が主催した「ベトナムフェスタin神奈川」を日本ベトナム友好協会として後援した。また神奈川県は毎年9月をベトナム月間として様々なイベントを行っている為催しに参加している。